# 平塚運一
平塚 運一（ひらつか うんいち、1895年11月17日 - 1997年11月18日）は、島根県八束郡津田村（現松江市）出身の版画家。勲三等瑞宝章受章（1977年）、松江市名誉市民（1989年）。

## 経歴
1895年（明治28年）11月17日、島根県八束郡津田村（現松江市）に生まれた。島根県立松江商業学校に入学したが、1913年（大正2年）に中途退学し、松江市役所に勤務。石井柏亭の洋画講習会がきっかけとなり、1915年（大正4年）に上京してデッサンに励み、さらに版画技術を会得。1916年（大正5年）には、二科展に版画作品が入選し、日本美術院展には油彩作品と水彩画作品が入選した。1917年（大正6年）に帰郷して結婚し、公立小学校の図画教員となった。
1926年（大正15年）3月、前年の第4回国画創作協会展への出品を通じて同会の新会友に推薦される。この際の肩書には創作版画協会同人、円鳥会同人とあった。
1927年（昭和2年）から棟方志功らを指導し、1928年（昭和3年）には棟方や畦地梅太郎とともに雑誌『版』を創刊。1930年（昭和5年）には国画会の会員となった。1935年（昭和10年）には東京美術学校の版画教室開設にともなって教壇に立ち、1941年（昭和16年）からは日本女子高等学院や公立中学校でも教えた。1946年（昭和21年）には山根幹人（映画監督）らの協力を得て松江美術工芸研究所を開設した。1962年（昭和37年）には渡米して、活動拠点をワシントンD.C.に移し、アメリカ各地で個展を開くとともに版画の普及に努めた。日本国内においても地方での版画普及活動に熱心であり、棟方、畦地、菊地隆知、北岡文雄など日本を代表する版画家を育てた。
1977年（昭和52年）には勲三等瑞宝章を受け、1989年（平成元年）には松江市名誉市民に推挙された。長野県内の版画普及に携わった功績を称えられ、1991年（平成3年）には須坂市に須坂版画美術館・平塚運一版画美術館が開館した。1997年（平成9年）11月18日、102歳で逝去した。